# دبابة تحت شجرة عيد الميلاد (رواية)
دبابة تحت شجرة عيد الميلاد، رواية صدرت في 2019 عن الدار العربية للعلوم، للكاتب إبراهيم نصر الله ولد في 2 ديسيمبر 1954م وهو روائي وكاتب وشاعر وأديب أردني من مواليد عمّان، من أصل فلسطيني.، حازت الرواية على جائزة كتارا للرواية العربية عن فئة الروايات المنشورة 2020.

## ملخص الرواية
"دبابة تحت شجرة عيد الميلاد" تعرض ببراعة تاريخ بيت ساحور وأهله خلال سبعين عامًا من الاحتلال الإسرائيلي. تستند الرواية إلى حكايات الحب والصراعات العائلية، مع تركيز على تأثيرات المكان كعنصر حيوي يتفاعل مع شخصياتها. يتجلى توثيق دقيق للأحداث التاريخية في قصة أبطال يمثلون نضال الشعب الفلسطيني. السرد يتسم بالتنوع والتأثير، حيث يقوي الربط العميق بين الأفراد والمكان. استخدام التقنيات السردية المتقدمة يجعل القصة غنية ومؤثرة، متجاوزة حدود التوثيق التقليدي لتقديم رؤية شاملة وإنسانية للتجربة الفلسطينية.

## جوائز
توجت الرواية بجائزة كتارا للرواية العربية في فئة "الروايات المنشورة" 2020.